# Alfredo Álvarez Plágaro
Alfredo Álvarez Plágaro (Vitoria, 1960), a menudo simplemente Plágaro, es un pintor español.
Es licenciado en Bellas Artes. Actualmente reside y trabaja en Madrid.
Su trabajo se centra en la repetición del acto pictórico. A finales de los años 80 crea sus "Cuadros Iguales", los cuales ha ido desarrollando de manera lineal hasta la actualidad siguiendo el postulado: "Lo más importante no es lo que es, sino que lo que es, lo es varias veces". Los Cuadros Iguales son series de cuadros repetidos, gestados conjuntamente y de instalación variable. Son, y a la vez no son, obras únicas. Se trata de cuadros iguales colocados unos junto a otros, a distancias uniformes, que en su conjunto forman una sola obra, si bien cada uno de sus elementos también puede ser reconocido individualmente.
Su obra se encuentra en colecciones de toda Europa.